# Elfenbenskystens håndboldlandshold (damer)
Elfenbenskystens håndboldlandshold for kvinder er det kvindelige landshold i håndbold for Elfenbenskysten. Det repræsenterer landet i internationale håndboldturneringer.
Holdet deltog ved VM i håndbold 2009 i Kina, hvor det endte på 18. pladsen.

## Resultater

### OL
- 1988: 8.-plads

### VM
- 1995: 17-20.-plads
- 1997: 14.-plads
- 1999: 20.-plads
- 2003: 21.-plads
- 2005: 21.-plads
- 2009: 18.-plads
- 2011: 16.-plads

### Afrikamesterskabet
- 1976: 6.-plads
- 1979: 4.-plads
- 1981: 4.-plads
- 1983: 4.-plads
- 1985:  Sølv
- 1987:  Guld
- 1989:  Sølv
- 1991: 6.-plads
- 1992:  Bronze
- 1994:  Sølv
- 1996:  Guld
- 1998:  Bronze
- 2000: 5.-plads
- 2002:  Sølv
- 2004:  Bronze
- 2006: 6.-plads
- 2008:  Sølv

### All Africa Games
- 1987:  Guld
- 1999: 5-6.-plads
- 2003:  Sølv
- 2007:  Bronze

## Tidligere trupper

### All Africa Games 2007
Christine Adjouablé, Céline Stella Dongo, Alimata Dosso, Paula Gondo, Rachelle Kuyo, Mambo Eulodie, Abogny Robeace, Mariam Traoré, Kregbo Nathalie, Julie Toualy, Guédé Yohou, Candide Zanzan og Edwige Zady.